# تک‌دام
تک‌دام یا جهادآباد روستایی است که در استان اردبیل، شهرستان مشگین‌شهر، بخش مرکزی، دهستان مشگین شرقی قرار دارد.

## جمعیت
بر اساس سرشماری سال ۱۳۸۵ جمعیت این روستا ۳۰۴ نفر با ۸۰ خانوار بوده‌است.